# باذق (شراب)
الباذق ([معرب] باده) في عرف الفقهاء هو المطبوخ من عصير العنب إذا أسكر، أو إذا طبخ بعد أن اشتد. وتسميه العجم مينختج ([معرب] مي‌نخته) بفتح الميم وسكون التحتانية وضم الموحدة وسكون المعجمة وفتح المثناة وآخره جيم، ومنهم من يضم المثناة، وروايته في مصنف ابن أبي شيبة بدال بدل المثناة وبحذف الميم والياء من أوله.